# Teuthidodrilus samae
Teuthidodrilus samae (лат.) — вид пелагических многощетинковых червей из семейства Acrocirridae. Распространены в западной части моря Сулавеси (Юго-Восточная Азия), где обитают в толще воды на глубине 2—3 км. Основу рациона составляет «морской снег» — мёртвая органика, оседающая из вышележащего слоя воды.

## Строение
Взрослые Teuthidodrilus samae достигают в длину 9,4 см. На переднем конце тела расположены десять щупальцевидных придатков — пара пальп и четыре пары жабр — длина которых в расправленном состоянии равна длине тела или превышает её. Кроме пальп, на головной лопасти находятся шесть пар обеспечивающих обоняние нухальных органов, которые у Teuthidodrilus samae обладают необычным для многощетинковых червей строением, представляя собой сравнительно крупные ветвящиеся придатки. Перемещение червя в толще воды происходит за счёт движения параподий (боковых выростов тела), спинные ветви которых несут плотный ряд длинных, сильно уплощённых щетинок, формирующих своеобразное весло.